# Йоците, Юсте
Юсте Вероника Йоците (лит. Justė Veronika Jocytė; род. 19 ноября 2005, Вашингтон) — литовская баскетболистка, атакующий защитник французского клуба «АСВЕЛ». Чемпионка Европы среди девушек до 18 лет 2022, серебряный призёр чемпионата Европы до 16 лет 2019. Была выбрана на драфте ВНБА 2025 года в первом раунде под общим пятым номером командой «Голден Стэйт Валкириз».

## Карьера

### В клубах
Выросла в Паланге, где начала заниматься баскетболом в шесть лет. Через два года переехала в Клайпеду, где тренировалась под руководством Рамуне Кумпене.
Дебютировала в чемпионате Литвы за «Нептунас» 11 октября 2019 года против «Айстес-ЛСМУ», набрав 21 очко, 5 подборов и 5 передач. После этого перешла в академию Тони Паркера во французском Лионе и стала выступать за клуб АСВЕЛ. 8 декабря в 14 лет и 19 дней дебютировала в чемпионате Франции, став самой молодой участницей первенства в истории. 18 декабря в игре против курского «Динамо» дебютировала в Евролиге и также установила рекорд.
На драфте ВНБА 2025 года была выбрана под общим 5-м номером клубом «Голден Стэйт Валкириз», став второй литовской баскетболисткой, выбранной на драфтах ВНБА с начала существования лиги. Однако в заявленный на сезон 2025 года состав «Валкириз» литовская баскетболистка не попала и вопрос о её присоединении к лиге остался открытым.

### В сборных
На чемпионате Европы среди девушек до 16 лет 2019 года в составе сборной Литвы провела 7 матчей, в среднем набирала по 19,6 очка, делала по 8,3 подбора, 2,1 результативной передачи. В финале против России набрала 33 очка, сделала 9 подборов, 3 передачи и 2 перехвата. Вошла в символическую пятёрку турнира.
14 ноября 2019 года в возрасте 13 лет и 360 дней дебютировала за сборную Литвы в матче отборочного турнира к чемпионату Европы 2021 против Албании (108:43). Провела на площадке почти 10 минут и набрала 4 очка, 1 подбор и 3 передачи.
На чемпионате Европы до 18 лет 2022 в составе сборной Литвы стала победительницей турнира, MVP и лучшим бомбардиром.

## Личная жизнь
Родилась в семье Арвидаса и Аурелии Йоцисов. Арвидас Йоцис — бывший баскетболист, играл за университет Небраски, на момент рождения Юсте был сотрудником посольства Литвы в США. Имеет старшего брата Рокаса, родившегося 30 марта 2004 года, также баскетболиста.